# Prades-sur-Vernazobre
Prades-sur-Vernazobre település Franciaországban, Hérault megyében. Lakosainak száma 369 fő (2022. január 1.). Prades-sur-Vernazobre Berlou, Cazedarnes, Cessenon-sur-Orb, Ferrières-Poussarou és Pierrerue községekkel határos.

## Népesség
A település népességének változása:
| Lakosok száma | 246  | 203  | 211  | 264  | 298  | 306  | 310  | 310  | 328  | 369  |
|               | 1968 | 1982 | 1990 | 2006 | 2013 | 2015 | 2017 | 2019 | 2020 | 2022 |